# Siren Charms
Siren Charms je jedenácté studiové album švédské melodické death metalové skupiny In Flames. Bylo vydáno 5. září 2014 a ve Spojených státech 9. září vydavatelstvím Sony Music Entertainment.

## Seznam skladeb
1. In Plain VIew
2. Everything's Gone
3. Paralyzed
4. Through Oblivion
5. With Eyes Wide Open
6. Siren Charms
7. When the World Explodes
8. Rusted Nail
9. Dead Eyes
10. Monsters in the Ballroon
11. Filtered Truth
12. The Chase